# 조디 밸푸어
조디 밸푸어(Jodi Balfour, 1987년 10월 29일 ~ )는 남아프리카 공화국의 배우이다.

## 출연 작품

### 영화
- 뱀파이어 (2011)
- 파이널 데스티네이션 5 (2011)

### 텔레비전
- 밤 걸스 (2012-13)
- 더 베스트 레이드 플랜스 (2014)
- 쿼리 (2016)
- 렐릭 (2017)
- 포 올 맨카인드 (2019)